# Xysticus toltecus
Xysticus toltecus là một loài nhện trong họ Thomisidae.
Loài này thuộc chi Xysticus. Xysticus toltecus được Willis J. Gertsch miêu tả năm 1953.